# Mount Adams (berg i Australien, Western Australia)
Mount Adams är ett berg i Australien. Det ligger i regionen Irwin och delstaten Western Australia, omkring 290 kilometer norr om delstatshuvudstaden Perth. Toppen på Mount Adams är 258 meter över havet, eller 3 meter över den omgivande terrängen. Bredden vid basen är 0,26 km.
Trakten runt Mount Adams är nära nog obefolkad, med mindre än två invånare per kvadratkilometer.. Det finns inga samhällen i närheten.
Omgivningarna runt Mount Adams är i huvudsak ett öppet busklandskap. Genomsnittlig årsnederbörd är 433 millimeter. Den regnigaste månaden är juli, med i genomsnitt 75 mm nederbörd, och den torraste är februari, med 3 mm nederbörd.